# Tokiwa (train)
Pour les articles homonymes, voir Tokiwa.
Le Tokiwa (ときわ) est un train express existant au Japon et exploité par la compagnie JR East, qui relie la ville de Tokyo à Tsuchiura, Hitachinaka et Takahagi.

## Gares desservies
Le Tokiwa circule principalement de la gare de Shinagawa à la gare de Katsuta en empruntant les lignes Ueno-Tokyo et Jōban. Certains trains sont terminus Ueno, Tsuchiura ou Takahagi.
| Nom des gares     |
| ----------------- |
| Shinagawa*        |
| Tokyo*            |
| Ueno              |
| Nippori*          |
| Kashiwa           |
| Ryūgasakishi*     |
| Ushiku*           |
| Hitachino-Ushiku* |
| Arakawaoki*       |
| Tsuchiura         |
| Ishioka*          |
| Tomobe*           |
| Akatsuka*         |
| Mito*             |
| Katsuta*          |
| Tōkai*            |
| Ōmika*            |
| Hitachi-Taga*     |
| Hitachi*          |
| Takahagi*         |

Les gares marquées d'un astérisque ne sont pas desservies par tous les trains.

## Matériel roulant
Les services Tokiwa sont effectués par des rames série E657. Dans le passé, ils ont été effectués par les rames séries 451 et KiHa 55.

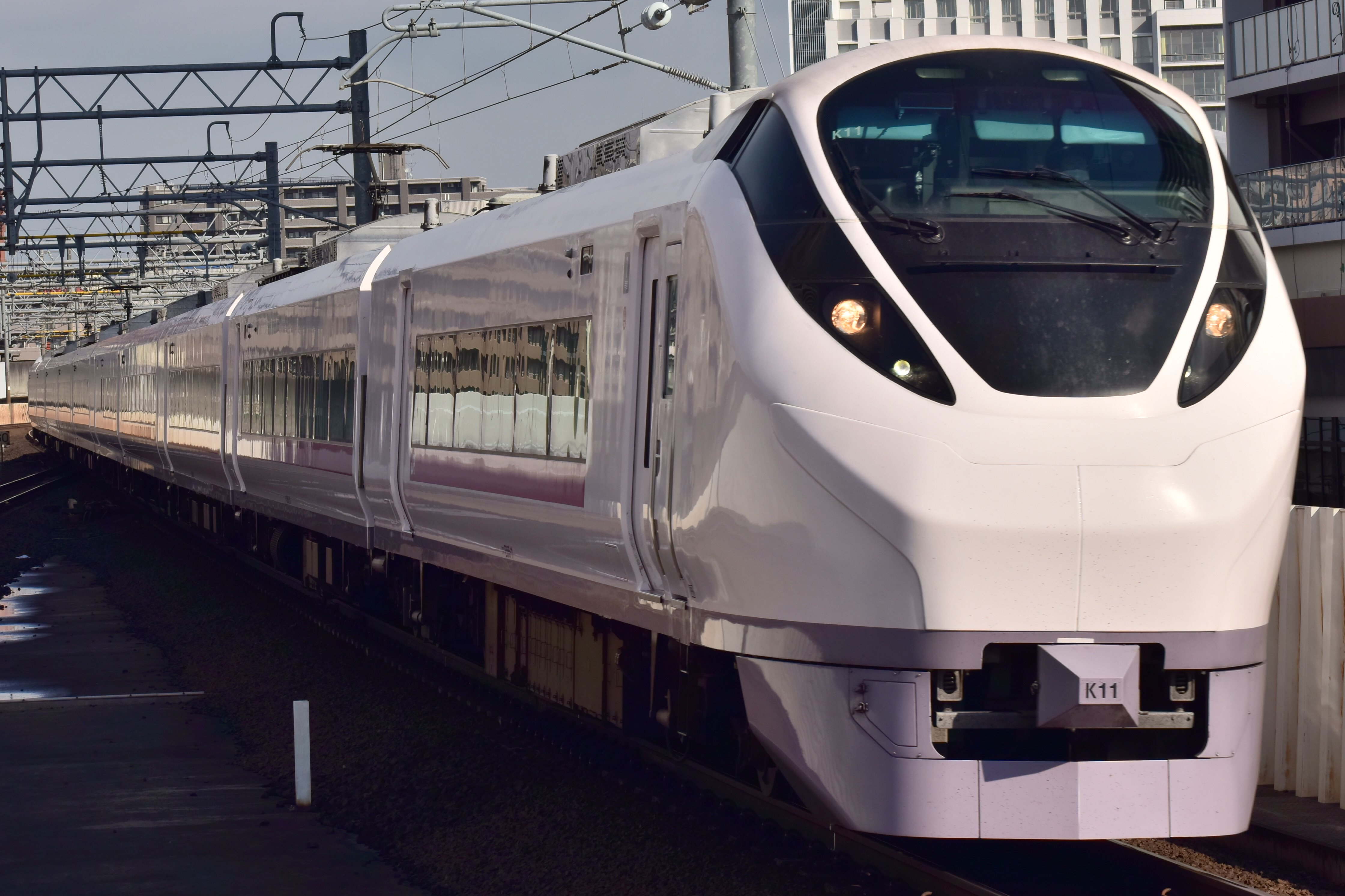
Série E657
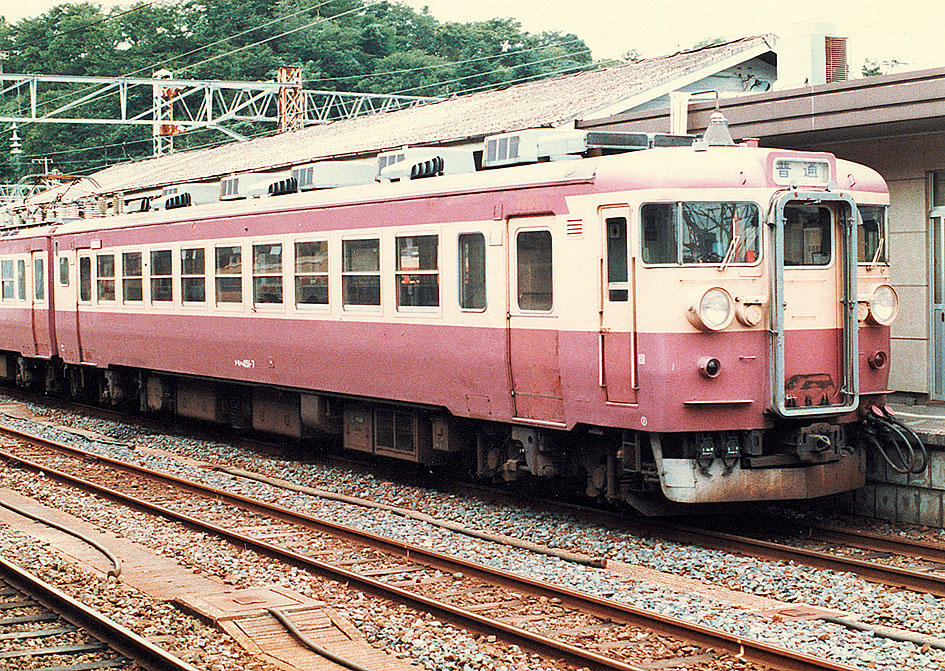
Série 451
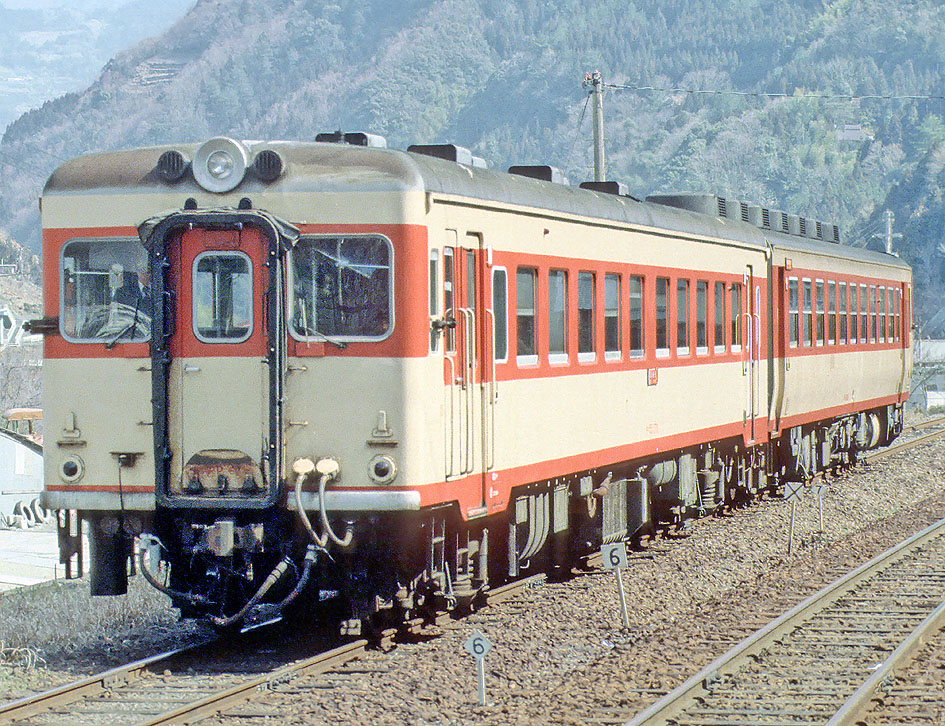
Série KiHa 55

## Composition des voitures
- Série E657[1] :

| N° de voiture | 1       | 2       | 3       | 4       | 5     | 6       | 7       | 8       | 9       | 10      |
| Classe        | Réservé | Réservé | Réservé | Réservé | Green | Réservé | Réservé | Réservé | Réservé | Réservé |